# Zekai Aksakallı
Zekai Aksakallı (* 1962 in Erzurum) ist ein Generalleutnant der türkischen Streitkräfte. Er war zwischen 2013 und Sommer 2017 Kommandeur der Spezialeinheiten des Militärs (Özel Kuvvetler).
Er spielte neben Ömer Halisdemir eine bedeutende Rolle bei der Verteidigung der Zentrale der Spezialeinheiten gegen angreifende Putschisten bei dem Putschversuch 2016.
Ihm oblag die Führung der Militäroperation Schutzschild Euphrat in Syrien.  Im Sommer 2017 wurde er von den Spezialeinheiten abgezogen und zum Kommandeur des 2. Korps ernannt, was er als Zurückstufung empfand. Er gab bekannt, die Versetzung nicht akzeptieren zu wollen und stattdessen in den Ruhestand zu gehen. Staatspräsident Erdogan trat anschließend in einem ungewöhnlichen Schritt persönlich auf und kommentierte öffentlich, dass es bei der Armee so etwas wie „Enttäuschung“ nicht gebe und der General nun seine Pflicht auf dem neuen Posten zu tun habe.